# Беовизија 2008.
Беовизија 2008. је била шеста по реду Беовизија, такмичарски фестивал забавне музике. Одржана је 9. и 10. марта 2008. у београдском Сава центру.
Победила је Јелена Томашевић са песмом Оро, која је представљала Србију на Песми Евровизије 2008, 24. маја у Београдској арени.
Прво вече Беовизије, 9. марта, било је полуфинално, на којем је наступило 20 песама. Десет најбољих се пласирало у финале 8. марта, на којем је изабран и победник, гласовима жирија (50%) и гледалаца путем телегласања (50%). Додељене су и годишње награде Фестивала за музичко достигнуће године у бројним категоријама.
Беовизија је требало да се одржи 19. и 20. фебруара 2008, али је 18. фебруара фестивал одложен због једностраног проглашења независности Косова.

## Пред такмичење
Радио-телевизија Србије, организатор Беовизије, је 6. октобра 2007. расписала конкурс за избор композиција, који је првобитно отворен до 15. новембра, продужен прво до 1. децембра, и затим поново продужен до 15. децембра 2007. Селекциона комисија је од 100 пристиглих изабрала 20 нумера које ће бити изведене на полуфиналној вечери Беовизије 2008, од којих ће се 10 најбоље рангираних пласирати у финално вече. Песме су, како је од 2006. постало традиционално, представљене гледаоцима (у плејбек извођењу) у посебним емисијама пре Беовизије у циљу популаризације фестивала. Песме су први пут приказане у два блока по десет песама у оквиру два специјална издања (финалних избора) емисије „Европско лице“ 28. јануара и 4. фебруара, а затим и у десет посебних емисија под називом „У сусрет Беовизији 2008“, по две песме у свакој, које су емитоване сваког дана од 9. до 18. фебруара у неколико термина (730, 17, 18 и 22 часа).
Редослед наступа песама у полуфиналној вечери одређен је жребањем у последњој емисији „Европског лица“, 11. фебруара 2008.

## Песме учеснице
| Извођач(и)                        | Песма                  | Композитор(и)        | Текстописац/ци                      | Аранжман                               |
| --------------------------------- | ---------------------- | -------------------- | ----------------------------------- | -------------------------------------- |
| Алекса Јелић и Ана Штајдохар      | „Бели јаблан”          | Борис Крстајић       | Бобан Јанковић                      |                                        |
| Андреј Илић бенд                  | „Тијана”               | Владимир Јованчић    | Владимир Јованчић                   | Андреј Андрејевић                      |
| Beauty Queens                     | „Завет”                | Владимир Граић       | Владимир Граић, Саша Милошевић Маре | Саша Милошевић Маре                    |
|                                   | „Квар”                 | Огњен Цвекић         | Огњен Цвекић                        | Огњен Цвекић                           |
| Дејан Возлић                      | „Ако ме чујеш”         | Дејан Возлић         | Дејан Возлић                        | Дејан Возлић                           |
| Денис и Обуле                     | „Безимена”             | Бане Опачић          | Бане Опачић                         | Срђан Моби                             |
|                                   | „Дунав”                |                      | Војислав Малешев                    |                                        |
| Ивана Ћосић                       | „Као да ходам”         | Ивана Ћосић          | Ивана Ћосић                         | Драган Кресић                          |
| Јелена Томашевић са Бором Дугићем | „Оро”                  | Жељко Јоксимовић     | Дејан Ивановић                      | Жељко Јоксимовић                       |
| Лејла Хот                         | „Да си ту”             | Лејла Хот            | Лејла Хот                           | Огњен Цвекић                           |
| Марко Вулиновић                   | „Сада или никада”      | Владимир Прерадовић  | Марко Вулиновић                     | Владимир Прерадовић                    |
| Могул                             | „Можда баш”            | Нихад Петоњић        | Ана Петоњић                         | Нихад Петоњић и Александра Милутиновић |
|                                   | „С тобом бих остала”   | Вук Протић,          | Вук Протић                          |                                        |
| Ненад Ћеранић                     | „Слепа улица”          | Срдан Симић Камба    | Антонија Шола                       | Алек Алексов                           |
| Огњен и пријатељи                 | „Чућемо, чућете...”    | Огњен Поповић        | Тијана Манговић и Иван Алексијевић  | Иван Алексијевић                       |
| Слоба Бајић                       | „Пречица до дна”       | Драгана Јовановић    | Драгана Јовановић                   | Слободан Бајић и Саша Димић            |
| Студио Алектик и Цвета Мајтановић | „Изнад нас”            | Петар Јелић          | Александра Берчек                   | Петар Јелић                            |
| Тамара Никезић                    | „Ниси први”            | Леонтина Вукомановић | Зоран Радетић                       |                                        |
| Зана                              | „У живот коцкам се...” | Жика Зана            | Јелена Зана                         |                                        |
| Зое Кида у Земљи грува            | „Чудесни светови”      | Земља грува          | Земља грува                         | Земља грува                            |

Изабране су и две резервне песме:
- „Само хир”, Милош Зикић, музика и текст: Весна Законовић
- „Ипак волим те”, Ирена Перишић, музика и текст: Небојша Зулфикарпашић

Састав Beauty Queens, пет девојака које су певале пратеће вокале Марији Шерифовић у победничком извођењу „Молитве” на Песми Евровизије 2007, наступају са песмом „Завет” истих аутора (Владимир Граић и Саша Милошевић Маре), која је, према самом Граићу, „инспирисана српским митом о Косову“. Јелена Томашевић, победница Беовизије 2005, певаће песму Оро, композитора Жељка Јоксимовића (друго место на Песми Евровизије 2004. за Србију и Црну Гору), која такође потеже метафору Видовдана, мада се, према речима саме Томашевићеве, овде ради о легенди према којој ће се девојка удати за младића кога је сањала на Видовдан. Беовизија 2008. одржава се у осетљивом тренутку за Србију. Привремени органи самоуправе на Косову и Метохији прогласили су једнострано независност од Србије само два дана пре планираног почетка фестивала.
Првобитно је најављено да ће песму „У живот коцкам се...” певати Гоца Тржан, која је, међутим, одустала због болести супруга, тако да ће песму извести група Зана.
Песма састава Beauty Queens била је првобитно најављена под именом „Добра вила”.
Сама Шерифовићева и њена продуцентска кућа „Беотон“ су најављивали да ће у септембру 2007. одржати аудицију за младог, неафирмисаног певача којем би Шерифовићева написала текст и музику за наступ на „Беовизији“. Шерифовић није ауторка ниједне од песама учесница.
Песме на Беовизији 2008. стилски су разнолике, укључујући поп, рок, етно, денс, и алтернативу. Међу њима је велики број балада. Ово је прва Беовизија без турбо фолк песама.

## Одлагање
Планирано је да ће Беовизија 2008. бити одржана 19. и 20. фебруара 2008. Међутим, привремени органи самоуправе на Косову и Метохији су 17. фебруара једнострано прогласили независност од Србије. Радио-телевизија Србије је 18. фебруара око подне на свом мрежном месту редовно најавила програм сутрашњег полуфинала, као и биографије водитеља изабраних у серијалу „Европско лице“, али је око 18 часова постављено саопштење према којем је фестивал одложен после констултација са руководством РТС. Речима Сандре Шуше, главног и одговорног уредника забавног програма РТС, организатори су одлагање фестивала сматрали „питањем националне одговорности и грађанског реда“. Нови датум одржавања биће накнадно саопштен. Европска унија за радиодифузију је потврдила да је одлагање унутрашња ствар емитера и да све земље учеснице једино треба да изабрану песму доставе пре 17. марта 2008, те да нема разлога да се верује да песма представница Србије неће бити међу њима или да су припреме за предстојећу Песму Евровизије угрожене.
Нови датуми одржавања, 9. и 10. март, саопштени су недељу дана касније, 25. фебруарa.

## Европско лице
РТС је 29. јуна 2007. расписао конкурс за четири водитеља „са искуством или без њега“, који ће бити домаћини Беовизије 2008. и део водитељског тима Песме Евровизије 2008. Победнике ће бирати гледаоци и жири, системом елиминације у серијалу „ријалити шоу“ емисија под називом Европско лице. Два победничка пара би водила две вечери Беовизије, док ће пар са највећим бројем гласова гледалаца бити номинован као резервни пар водитеља за Песму Евровизије. На конкурс, који је био отворен до 31. августа, се пријавило око 800 кандидата, међу којима и известан број познатих, а селекциона комисија (Наташа Миљковић, новинар, Дарко Камарит, редитељ, Сандра Шуша, главни и одговорни уредник Забавног програма РТС) је одабрала 120 који су 15. и 16. септембра пролазили тестове опште културе, енглеског језика и аудио-визуелне тестове. На основу ових тестова одабрано је 48 кандидата, 24 девојке и 24 младића, који ће наступати у емисијама „Европско лице“. Епизоде се емитују сваког понедељка почевши од 1. октобра. Воде их Маја Николић и Бане Трифуновић.
Кандидати су пролазили својеврсну „школу“, у којој су учили дикцију од глумице Горице Поповић, сценски покрет од проф. Ивице Клеменца, и музичко од певачице Мари Мари. Њих троје, са Камаритом и Шушом, су чинили жири у емисији 3, емитованој 15. октобра, у којој је елиминисано осам кандидата.
У другој фази, снимано је десет емисија 4-13 под називом Спид дејтинг, са по четворо кандидата (по две даме и господина) у свакој, при чему су чланови жирија и публика (телегласањем) гласали за своје фаворите, по једну даму и господина, за пролазак у наредни стадијум такмичења. Студијски жири чинила су четири члана: Оливера Ковачевић, Срђан Предојевић, Биљана Крстић и Ивица Клеменц, којима су се гласови публике додавали у улози петог члана жирија; дама и господин са већим бројем (од ових пет) гласова пласирали су се даље.
У емисији 14, емитованој 7. јануара 2008, преосталих двадесет кандидата су се окупили у згради РТС, где су их водитељи Маја Николић и Бане Трифуновић појединачно питали о томе са киме би желели (или не би желели) да чине водитељски пар. Сваки од ових интервјуа пратило је и подсећање на наступ кандидата у квалификацијама. На крају емисије, оформљено је десет водитељских парова одлуком главног жирија.
Емисије завршних циклуса преношене су уживо. 14. и 21. јануара, у емисијама 15-16, по пет парова такмичило се у шоу вештинама (певању и игри) неопходним за беовизијски програм. Три члана жирија у студију (Сандра Шуша, Дарко Камарит и Наташа Миљковић), и гласови публике у улози четвртог члана, оцењивали су наступе парова од 1 до 5 бодова; три пара са највећим збиром поена из сваке од емисија пласирали су се и финалне емисије.
| Европско лице 15                                              |      |         |          |         |    |
| Такмичарски пар                                               | Шуша | Камарит | Миљковић | Публика | Σ  |
| Марија Ђурић и Никола Илић                                    | 4    | 4       | 4        | 2       | 14 |
| Јелена Рашковић и Мило Лекић Јабуке и вино                    | 1    | 1       | 1        | 1       | 4  |
| Милица Бабић и Никола МиливојевићI have the time of my life (из Прљавог плеса)          | 2    | 3       | 3        | 4       | 12 |
| Вања Милачић и Александар ЈосиповићMoney makes the world go round + плесни комад            | 5    | 5       | 5        | 5       | 20 |
| Светлана Алексић и Бојан Перић Хеј, хеј, дечаче               | 3    | 2       | 2        | 3       | 10 |
| Европско лице 16                                              |      |         |          |         |    |
| Такмичарски пар                                               | Шуша | Камарит | Миљковић | Публика | Σ  |
| Даница Радуловић и Игор Карадаревић                           | 3    | 4       | 5        | 5       | 17 |
| Кристина Раденковић и Бранислав КатићI belong to you / Нисам ја таква цура / Let me entertain you| 5    | 5       | 3        | 1       | 14 |
| Ива Буразор и Никола Новчић Дечко, 'ајде о'лади / Something stupid            | 2    | 2       | 2        | 4       | 10 |
| Александра Вирковић и Владимир ЈовановићInnuendo (Квин)               | 1    | 1       | 1        | 3       | 6  |
| Нина Радуловић и Ђорђе Маричић Што сад љубав има с' тим       | 4    | 3       | 4        | 2       | 13 |

Две финалне емисије, 17 18, биле су емисије у којима су по први пут приказане песме учеснице Беовизије, а такмичарски парови, који су за ову прилику наново подељени у две групе по три, су се приказали у улози водитеља најављајући наступе, сваки пар по три извођача. Три члана студијског жирија оцењивали су водитељске парове од 1 до 3 поена; гласови публике вредели су двоструко, од 2 до 6 поена.
Нина Радуловић и Ђорђе Маричић победили су у емисији 17, 28. јануара, а Кристина Раденковић и Бранислав Катић у емисији 18, 4. фебруара. Њих четворо ће заједно водити обе вечери Беовизије.
| Европско лице 17                      |          |         |          |         |    |
| Такмичарски пар                       | Миљковић | Камарит | Шуша     | Публика | Σ  |
| Нина Радуловић и Ђорђе Маричић        | 3        | 3       | 3        | 2       | 11 |
| Марија Ђурић и Никола Илић            | 2        | 2       | 1        | 4       | 9  |
| Даница Радуловић и Игор Карадаревић   | 1        | 1       | 2        | 6       | 10 |
| Европско лице 18                      |          |         |          |         |    |
| Такмичарски пар                       | Камарит  | Шуша    | Миљковић | Публика | Σ  |
| Вања Милачић и Александар Јосиповић   | 3        | 2       | 2        | 2       | 9  |
| Кристина Раденковић и Бранислав Катић | 2        | 3       | 3        | 4       | 12 |
| Милица Бабић и Никола Миливојевић     | 1        | 1       | 1        | 6       | 9  |

Последња емисија, 11. фебруара, коју су у потпуности водила два изабрана водитељска пара Беовизије, била је ревијалног карактера, а означила је и почетак СМС гласања којим ће од ова два бити одабран пар који ће бити део водитељског тима Песме Евровизије 2008, која се одржава од 20-24. маја у Београдској арени. СМС гласање траје до краја финалне вечери Беовизије.
Живу музику за „Европско лице“ изводио је И ку бенд.

## Вечери
Овогодишња Беовизија биће у знаку Београда, града домаћина овогодишње Песме Евровизије, а сцена је замишљена је као велики трг.
Ревијални део полуфиналне вечери Беовизије 2008. биће посвећен сећању на Тошета Проеског, победнику прве Беовизије, који је погинуо у саобраћајној несрећи октобра 2007. Овај предлог креативног тима фестивала реализован је, у договору са певачевом породицом и новооснованом фондацијом која носи његово име, тако што ће песме Проеског у паузи за гласање певати десетак музичара са простора некадашње СФРЈ, његових сарадника: Жељко Јоксимовић, Леонтина Вукомановић, Тони Цетински, Есма Реџепова, Ања Рупел, Антонија Шола. Проеском ће бити постхумно додељена и награда за животно дело, а биће установљена и награда која ће носити његово име.
Марија Шерифовић, победник Беовизије и Песме Евровизије 2007, ће наступити на Беовизији 2008, након помирења са руководством РТС-а 7. фебруара. Тим Шерифовићеве је био у јавном сукобу са Александром Тијанићем, генералним директором РТС, практично од победе на Беовизији 2007. до овог датума, када се Маријин менаџер Саша Мирковић повукао из послова у вези са Песмом Евровизије, а она сама издала помирљиво саопштење за штампу.
Као што је уобичајено, у ревијалном делу полуфиналне вечери биће додељене годишње награда Фестивала за певача, певачицу, групу и песму 2007. године, док ће у ревијалном делу финала бити додељене награде Фестивала за најбољег дебитанта, сценски наступ, аранжман, текст и интерпретацију на овогодишњој Беовизији. У паузи финалне вечери наступиће представници суседних земаља. Пре него што су датуми Беовизије померени због ванредне ситуације, било је најављено да ће наступити Ребека Дремељ и Стефан Филиповић, представници Словеније и Црне Горе на Песми Евровизије 2008. Дремељ је отказала наступ након што је словеначко Министарство спољних послова, после демонстрација у Београду против независности Косова и Метохије чија је једна од мета била и словеначка амбасада, препоручило словеначким држављанима да не путују у Србију.
Након финалне вечери биће, по други пут од 2007, одржана забава у организацији клуба обожаватеља ОГАЕ Србија. Беовизија ће бити преношена на Првом програму РТС, путем сателита и директним видео током путем Интернета, по први пут и преко званичног мрежног места Песме Евровизије eurovision.tv коришћењем Октошејп технологије.

## Такмичарске вечери

### Полуфинале
Полуфинале је одржано 9. марта 2008. године и у њему се такмичило 20 песама. Десет финалиста одлучено је комбинацијом гласова трочланог жирија и публике. У паузи су наступили Лака (представник Босне и Херцеговине 2008), Краљеви улице и 75 Cents (представници Хрватске 2008), Тамара са Врчком и Адријаном (представници БЈР Македоније 2008), Стефан Филиповић (представник Црне Горе 2008), Исис Ги (представница Пољске 2008) и Ребека Дремељ (представница Словеније 2008). Одата је и почаст Тошету Проеском који је преминуо у октобру 2007. Проески је постхумно добио награду за животно дело.
Чланови жирија у полуфиналу су били:
- Владимир Маричић — џез музичар и композитор
- Катарина Гојковић — глумица
- Александар Пековић — редитељ РТС музичке продукције

| Р. бр. | Извођач(и)                        | Песма              | Жири | Телегласање | Телегласање | Поени | Пласман |
| Р. бр. | Извођач(и)                        | Песма              | Жири | Теле        | Поени       | Поени | Пласман |
| ------ | --------------------------------- | ------------------ | ---- | ----------- | ----------- | ----- | ------- |
| 1.     | Студио Алектик и Цвета Мајтановић | Изнад нас          | 4    | 1,732       | 8           | 12    | 4.      |
| 2.     | Drum'n'Zez                        | Дунав              | 0    | 774         | 5           | 5     | 9.      |
| 3.     |                                   | С тобом бих остала | 2    | 145         | 0           | 2     | 12.     |
| 4.     | Могул                             | Можда баш          | 0    | 149         | 0           | 0     | 16.     |
| 5.     | Ненад Ћеранић                     | Слепа улица        | 0    | 135         | 0           | 0     | 16.     |
| 6.     |                                   | Квар               | 3    | 872         | 6           | 9     | 6.      |
| 7.     | Слоба Бајић                       | Пречица до дна     | 0    | 266         | 3           | 3     | 11.     |
| 8.     | Алекса Јелић и Ана Штајдохар      | Бели јаблан        | 5    | 1,288       | 7           | 12    | 3.      |
| 9.     |                                   | Завет              | 12   | 1,749       | 10          | 22    | 1.      |
| 10.    | Андреј Илић бенд                  | Тијана             | 0    | 255         | 2           | 2     | 13.     |
| 11.    | Лејла Хот                         | Да си ту           | 6    | 219         | 0           | 6     | 8.      |
| 12.    | Ивана Ћосић                       | Као да ходам       | 0    | 68          | 0           | 0     | 16.     |
| 13.    | Тамара Никезић                    | Ниси први          | 1    | 182         | 0           | 1     | 14.     |
| 14.    | Дејан Возлић                      | Ако ме чујеш       | 0    | 230         | 1           | 1     | 15.     |
| 15.    |                                   | У живот коцкам се… | 0    | 129         | 0           | 0     | 16.     |
| 16.    | Марко Вулиновић                   | Сада или никада    | 8    | 204         | 0           | 8     | 7.      |
| 17.    | Зое Кида у Земљи грува            | Чудесни светови    | 0    | 527         | 4           | 4     | 10.     |
| 18.    | Огњен и пријатељи                 | Чућемо, чућете…    | 10   | 208         | 0           | 10    | 5.      |
| 19.    | Денис и Обуле                     | Безимена           | 0    | 190         | 0           | 0     | 16.     |
| 20.    | Јелена Томашевић са Бором Дугићем | Оро                | 7    | 4,409       | 12          | 19    | 2.      |

| Детаљно гласање жирија у полуфиналу | Детаљно гласање жирија у полуфиналу | Детаљно гласање жирија у полуфиналу | Детаљно гласање жирија у полуфиналу | Детаљно гласање жирија у полуфиналу | Детаљно гласање жирија у полуфиналу | Детаљно гласање жирија у полуфиналу |
| Р. бр.                              | Песма                               | В. Маричић                          | К. Гојковић                         | А. Пековић                          | Укупно                              | Поени                               |
| ----------------------------------- | ----------------------------------- | ----------------------------------- | ----------------------------------- | ----------------------------------- | ----------------------------------- | ----------------------------------- |
| 1.                                  | Изнад нас                           | 3                                   | 2                                   | 4                                   | 9                                   | 4                                   |
| 2.                                  | Дунав                               |                                     |                                     |                                     | 0                                   | 0                                   |
| 3.                                  | С тобом бих остала                  | 4                                   | 3                                   | 2                                   | 9                                   | 2                                   |
| 4.                                  | Можда баш                           |                                     |                                     |                                     | 0                                   | 0                                   |
| 5.                                  | Слепа улица                         |                                     |                                     |                                     | 0                                   | 0                                   |
| 6.                                  | Квар                                | 2                                   | 4                                   | 3                                   | 9                                   | 3                                   |
| 7.                                  | Пречица до дна                      |                                     |                                     |                                     | 0                                   | 0                                   |
| 8.                                  | Бели јаблан                         |                                     | 5                                   | 10                                  | 15                                  | 5                                   |
| 9.                                  | Завет                               | 6                                   | 12                                  | 12                                  | 30                                  | 12                                  |
| 10.                                 | Тијана                              |                                     |                                     |                                     | 0                                   | 0                                   |
| 11.                                 | Да си ту                            | 10                                  | 6                                   | 5                                   | 21                                  | 6                                   |
| 12.                                 | Као да ходам                        | 1                                   |                                     |                                     | 1                                   | 0                                   |
| 13.                                 | Ниси први                           | 5                                   |                                     |                                     | 5                                   | 1                                   |
| 14.                                 | Ако ме чујеш                        |                                     |                                     |                                     | 0                                   | 0                                   |
| 15.                                 | У живот коцкам се…                  |                                     |                                     |                                     | 0                                   | 0                                   |
| 16.                                 | Сада или никада                     | 8                                   | 10                                  | 6                                   | 24                                  | 8                                   |
| 17.                                 | Чудесни светови                     |                                     | 1                                   | 1                                   | 2                                   | 0                                   |
| 18.                                 | Чућемо, чућете…                     | 12                                  | 7                                   | 7                                   | 26                                  | 10                                  |
| 19.                                 | Безимена                            |                                     |                                     |                                     | 0                                   | 0                                   |
| 20.                                 | Оро                                 | 7                                   | 8                                   | 8                                   | 23                                  | 7                                   |

### Финале
Финале је одржано 10. марта 2008. и у њему се такмичило 10 песама које су се квалификовале из полуфинала. Победничка песма, „Оро”, одлучена је комбинацвијом гласова трочланог жирија и публике. Награде за српску музичку сцену су додељене у паузи.
Чланови жирија у финалу су били:
- Петар Јањатовић — музички новинар
- Слободан Марковић — композитор
- Нена Кунијевић — музичка уредница РТС-а

| Р. бр. | Извођач(и)                        | Песма           | Жири | Телегласање | Телегласање | Поени | Пласман |
| Р. бр. | Извођач(и)                        | Песма           | Жири | Теле        | Поени       | Поени | Пласман |
| ------ | --------------------------------- | --------------- | ---- | ----------- | ----------- | ----- | ------- |
| 1.     |                                   | Квар            | 7    | 1510        | 6           | 13    | 4.      |
| 2.     |                                   | Завет           | 8    | 3504        | 8           | 16    | 3.      |
| 3.     |                                   | Дунав           | 1    | 1020        | 5           | 6     | 9.      |
| 4.     | Марко Вулиновић                   | Сада или никада | 6    | 311         | 1           | 7     | 7.      |
| 5.     | Алекса Јелић и Ана Штајдохар      | Бели јаблан     | 10   | 3634        | 10          | 20    | 2.      |
| 6.     | Студио Алектик и Цвета Мајтановић | Изнад нас       | 4    | 2525        | 7           | 11    | 5.      |
| 7.     | Јелена Томашевић са Бором Дугићем | Оро             | 12   | 8653        | 12          | 24    | 1.      |
| 8.     | Огњен и пријатељи                 | Чућемо, чућете… | 3    | 425         | 2           | 5     | 10.     |
| 9.     | Зое Кида у Земљи грува            | Чудесни светови | 2    | 784         | 4           | 6     | 8.      |
| 10.    | Лејла Хот                         | Да си ту        | 5    | 732         | 3           | 8     | 6.      |

| Детаљно гласање жирија у финалу | Детаљно гласање жирија у финалу | Детаљно гласање жирија у финалу | Детаљно гласање жирија у финалу | Детаљно гласање жирија у финалу | Детаљно гласање жирија у финалу | Детаљно гласање жирија у финалу |
| Р. бр.                          | Песма                           | П. Јањатовић                    | С. Марковић                     | Н. Кунијевић                    | Укупно                          | Поени                           |
| ------------------------------- | ------------------------------- | ------------------------------- | ------------------------------- | ------------------------------- | ------------------------------- | ------------------------------- |
| 1.                              | Квар                            | 5                               | 10                              | 6                               | 21                              | 7                               |
| 2.                              | Завет                           | 7                               | 6                               | 10                              | 23                              | 8                               |
| 3.                              | Дунав                           | 2                               | 1                               | 1                               | 4                               | 1                               |
| 4.                              | Сада или никада                 | 3                               | 12                              | 5                               | 20                              | 6                               |
| 5.                              | Бели јаблан                     | 10                              | 5                               | 8                               | 23                              | 10                              |
| 6.                              | Изнад нас                       | 8                               | 4                               | 4                               | 16                              | 4                               |
| 7.                              | Оро                             | 12                              | 8                               | 12                              | 32                              | 12                              |
| 8.                              | Чућемо, чућете…                 | 6                               | 3                               | 3                               | 12                              | 3                               |
| 9.                              | Чудесни светови                 | 1                               | 2                               | 2                               | 5                               | 2                               |
| 10.                             | Да си ту                        | 4                               | 7                               | 7                               | 18                              | 5                               |

## Награде
| Награде Фестивала Беовизија |                                                    |
| Најбољи дебитант            | Драм'н'зез (Дунав)                                 |
| Најбољи сценски наступ      | Алекса Јелић и Ана Штајдохар (Бели јаблан)         |
| Најбољи аранжман            | Саша Милошевић Маре (Завет)                        |
| Најбољи текст               | Јелена Галонић* (У живот коцкам се..., Група Зана) |
| Најбоља интерпретација      | Ивана Петерс (С тобом бих остала, Негатив)         |
| Најбоља интерпретација      | Јелена Томашевић (Оро)                             |
| Награда ОГАЕ Србија         | Владимир Граић (Завет, Бјути квинс)                |

Јелена Галонић, певачица састава Зана и аутор текста песме У живот коцкам се..., је одбила да прими награду за најбољи текст и рекла да је поклања жирију који је гласао у полуфиналној вечери „јер ће они боље знати шта да раде са њом него ја“, захваливши се притом публици. Група Зана није се била пласирала у финално вече.
| Годишње награде Фестивала за 2007. годину     |                                                                      |
| Група године                                  | Ван Гог                                                              |
| Најбољи рекламни спот                         | Агенција Профајл (спот "10 година у вези са вама“ за Телеком Србија) |
| Певач године                                  | Сергеј Ћетковић                                                      |
| Животно дело                                  | Тоше Проески (постхумно)                                             |
| Повратак ("comeback") године                          | Дејан Цукић                                                          |
| Најбољи спот                                  | Кристина Ковач (спот песме Живот је љут)                             |
| Промоција српске музике у иностранству        | Биљана Крстић и „Бистрик“ (албум „Тарпош")                           |
| Хуманитарни музички пројекат                  | Иван Плавшић (музички пројекат-акција РТС „Велико срце")             |
| Музички догађај године                        | Мјузик стар продакшн (концерт састава „Ролинг стонс")                |
| Награда ПГП за специјалан допринос поп музици | Ана Станић (албум „Судар")                                           |
| Концерт године                                | Београдска арена (концерт Џоа Кокера 9.11.2007)                      |
| Најбоља музика за ТВ серију                   | Жељко Јоксимовић (музика за серију „Оно што некад бејаше")           |
| Награда „Душко Трифуновић"                    | Бора Ђорђевић (целокупан опус и посебан допринос музици)             |
| Сингл године                                  | Наташа Беквалац (Добро моје)                                         |
| Поп група                                     | Неверне бебе                                                         |
| Албум године                                  | Здравко Чолић ("Завичај")                                            |
| Балада године                                 | Александра Радовић (Чувам те, композитор Горан Ковачић)              |
| Концертна турнеја                             | Жељко Самарџић                                                       |
| Певачица године                               | Марија Шерифовић                                                     |
| Звезда године                                 | Марија Шерифовић                                                     |
| Песма године                                  | Молитва (аутори Владимир Граић, Саша Милошевић Маре)                 |

## Организација
Организација и реализација Фестивала:
- Ања Рогљић, уредник фестивала „Беовизија“
- Душка Вучинић Лучић, задужена за односе са јавношћу, „прес менаџер“
- Предраг Милутиновић, копродуцент фестивала, директор продукцијске куће „Мегатон“
- Дарко Камарит, редитељ
- Снежана Мариновић-Вујанић, секретарица режије
- Весна Мацура, помоћник редитеља
- Горан Јоксимовић, сценограф

Селекциону комисију је чинило седам музичких уредника у РТС:
- Ана Милићевић
- Ања Рогљић
- Зоран Дашић
- Николета Дојчиновић
- Јелена Влаховић
- Биља Крстић
- Мики Станојевић

Жири у полуфиналној вечери:
- Владимир Маричић, џез пијаниста и композитор
- Катарина Гојковић, глумица
- Александар Пековић, директор музичке продукције РТС

Жири у финалној вечери:
- Петар Јањатовић, музички новинар
- Слободан Марковић, композитор
- Нена Кунијевић, уредник у музичкој редакцији РТС, председник жирија